# 7968 Elst-Pizarro
7968 Elst-Pizarro (mednarodno ime je tudi 7968 Elst-Pizarro, kot komet pa ga označujejo 133P/Elst-Pizarro) je asteroid, ki se nahaja v glavnem asteroidnem pasu.  Zaradi nekaterih njegovih lastnosti ga prištevajo tudi med komete. 

## Odkritje
Najprej so ga opazili na fotografskih ploščah, kjer je bil podoben asteroidu. Zaradi tega so ga označili kot 1979 OW7. Njegova tirnica je znotraj tirnice Marsa in Jupitra. Ima značilnosti asteroidov v asteroidnem pasu. Na posnetkih, ki sta jih posnela Eric Walter Elst in Guido Pizarro v letu 1996 (telo je takrat bilo blizu prisončja), pa je kazal rep, ki je bil podoben repu kometov. 

## Lastnosti
Tirnica asteroida/kometa Elst-Pizarro leži v celoti znotraj asteroidnega pasu. Tako je ta asteroid/komet značilen predstavnik kometa asteroidnega pasu, ker kaže rep v času, ko je v bližini prisončja. Zaradi tega predvidevajo, da ga sestavlja tudi voda. Ob prihodu v prisončje v letu 2001 je zopet kazal za komete značilen rep, ki je ostal viden nekaj mesecev.
Njegovo zadnje prisončje je bilo 29. junija 2007, naslednje pa bo 8. februarja 2013